# 僕が大人になる前に
『僕が大人になる前に』（原題:Big Time Adolescence）は2019年に公開されたアメリカ合衆国の青春映画である。監督はジェイソン・オーリー、主演はグリフィン・グラックが務めた。本作はオーリーの映画監督デビュー作でもある。
本作は日本国内で劇場公開されなかったが、2022年8月13日にNetflixでの配信が行われる予定である。

## 概略
モーは姉（ケイト）のボーイフレンド、ジークと親しくなった。両親（ルーベンとシェリー）はモーがジークから悪影響を受けるのではないかと心配していた。と言うのも、ジークは23歳になってもなお遊び呆けており、マリファナにまで手を出していたからである。ただ、ルーベンとシェリーは無闇に口を出すのも良くないと思い、しばらくは様子を見ることにしていた。
しばらくして、ルーベンとシェリーの懸念は予想以上にひどい形で現実のものとなった。モーはジークから悪遊びを教わっただけではなく、同級生にドラッグを販売するまでになったのである。

## キャスト
- グリフィン・グラック - モンロー・ハリス（モー）
- ピート・デヴィッドソン - アイザック・プレサンティ（ジーク）
- ジョン・クライヤー - ルーベン・ハリス
- ウーナ・ローレンス - ソフィー
- シドニー・スウィーニー - ホリー
- トーマス・バーブスカ - ウィリアム・エプスタイン
- コルソン・ベイカー - ニック
- ジュリア・マーニー - シェリー・ハリス
- エミリー・アールック - ケイト・ハリス
- ニック・ジョブロ - チャド
- マイケル・ディヴァイン - ピーターズ
- アンドレ・ハイランド - トニー

## 製作
2018年6月、グリフィン・グラック、ピート・デヴィッドソン、シドニー・スウィーニー、コールソン・ベイカー、トーマス・バーブスカ、エミリー・アールック、ウーナ・ローレンスの起用が発表された。7月10日、ジョン・クライヤーがキャスト入りした。同月、本作の主要撮影がニューヨーク州のシラキュースで始まった。2020年3月27日、レイクショア・レコーズが本作のサウンドトラックを発売した。

## 公開・マーケティング
2019年1月28日、本作はサンダンス映画祭でプレミア上映された。9月5日、Huluが本作の全米配信権を獲得したとの報道があった。2020年2月18日、本作のオフィシャル・トレイラーが公開された。

## 評価
本作は批評家から好意的に評価されている。映画批評集積サイトのRotten Tomatoesには80件のレビューがあり、批評家支持率は85%、平均点は10点満点で6.78点となっている。サイト側による批評家の見解の要約は「題材に真摯に向き合っており、コメディ要素もある。青春ものは汗牛充棟にも拘わらず、『僕が大人になる前に』はフレッシュな魅力を生み出している。それは出演者によって命を吹き込まれたお陰である。」となっている。また、Metacriticには21件のレビューがあり、加重平均値は64/100となっている。